# 曾榮汾
曾榮汾，台灣文字學家、辭典編纂者，字樣學專家，中央警察大學通識教育中心教授，以〈干祿字書研究〉取得中國文化大學博士資格（該學位論文為全面研究《干祿字書》之唯一專著）。而後先後參與《大學字典》、《國民字典》、《中文大辭典》、《重編國語辭典修訂本》、《國語辭典簡編本》、《國語小字典》、《異體字字典》、《教育部成語典》、《歇後語小辭典》等工具書編纂工作、國字標準字體研訂工作、《國語一字多音審訂表》制定工作（負責調查台灣國語中一字多音情形、整理歷次審音會議記錄、開發國音正讀管理系統及設計相關調查問卷），並多次參與教育部常用語詞調查工作。

## 著作
- 曾榮汾，1982年，《干祿字書研究》，中國文化大學（博士論文）
- 曾榮汾，1988年，《辭典編輯學研究》，世界文物出版社
- 曾榮汾，1988年，《字樣學硏究》，臺灣學生書局
- 曾榮汾、陳新雄，2010年，《文字學》，五南圖書出版公司，ISBN 9789571159782
- 王寬弘、朱金池、李湧清、孟維德、章光明、許春金、陳明傳、黃翠紋、曾榮汾、楊永年、鄭善印、蔡田木、蔡震榮、蔣基萍、盧偉斯，2012年，《警察學總論》，五南圖書出版公司，ISBN 978-957-11-2385-1